# You're Losing Me
《You're Losing Me》 是美國唱作歌手泰勒絲於2023年發行的一首單曲，寫作及製作由她與杰克·安东诺夫共同執行。這首歌2023 年 5 月由聯眾唱片發行，當初透過附赠曲目形式，在泰勒絲 2022 年錄音室專輯《午夜》的改版：深夜版 (The Late Night Edition) 中發行。專輯版本僅以CD形式發行，並僅限於部分時代巡迴演唱會的場次中購買，隨後被廣泛流傳社交媒體中並受到粉絲間的熱烈追捧。這首歌最後於2023年11月29日在數碼平台上發行。
《You're Losing Me》是一首慢民謠，其製作採用了合成器，並收錄了泰勒絲的心跳。歌詞描述了一段因為雙方互不理解而即將結束的長期戀愛關係。樂評人盛讚此歌，指從作曲和敍事中，感受到當中細膩的情感。樂評人和粉絲均聯想歌曲與泰勒絲與英國演員祖·艾雲於2023年結束六年情侶關係的事有關。
在商業表現方面，《You're Losing Me》登上了美國公告牌百強單曲榜上第27位，以及數碼歌曲榜首。在其他地區表現，《You're Losing Me》登上了菲律宾歌曲排行榜榜首，並在告示牌全球200 強單曲榜、以及在澳洲、加拿大、愛爾蘭、紐西蘭和新加坡攻佔前20位。泰勒絲在她的時代巡迴演唱會（2023-2024 年）中，兩次演唱了《You're Losing Me》。

## 背景和發行經過
泰勒絲於 2022 年 10 月 21 日發行了她的第十張錄音室專輯《午夜》 ，並獲得了樂評的讚譽和商業成功。   專輯發行時有分三個版本，分別為收錄13首歌曲的標準版、額外收錄《Hits Different》的淡紫豪華版、以及額外7首收錄歌曲的3AM版本。  於2023 年 5 月 24 日，泰勒絲她的時代巡回演唱會（2023-2024 年）期間，宣布了兩個新版本的午夜，分別為數碼平台獨佔《直到黎明》版本 (Til Dawn Edition)、以及CD獨佔的《深夜版》(Late Night Edition)，而《深夜版》有收錄私藏曲《You're Losing Me》。發行時，深夜版僅可在 2023 年 5 月 26 日，從新泽西州东卢瑟福開始的時代巡迴演唱會美國場次中，憑演唱會票根 (ticketed customers) 親身在商品點購買，造成粉絲不滿。  
据《综艺》杂志报道，《You're Losing Me》一推出即成為粉絲最期待的歌曲，指粉絲非常渴望想要買到CD，導致周邊品的購買點從美東時間5月26日中午12點半啟市前一日，已有大批粉絲在大球場外排起長龍。部分演唱會觀眾在購得CD後，在私家車上把《You're Losing Me》上傳到社交平台廣泛分享。 其後，泰勒絲團隊把包含《You're Losing Me》在内的《深夜版》以數碼下載的形式，在泰勒絲官網商店中限時上架。  環球音樂對網上流傳的非官方版本發出了下架通知。 
泰勒絲的粉絲（Swifties）在歌曲面世後，一直懇求其將《You're Losing Me》發佈到數位平台上發行，包括串流媒體。繼《午夜》（深夜版）發佈後，泰勒絲於2023年7月7日發行了《愛的告白（泰勒絲全新版）》 ，以及於同年10月21日發行了《1989（泰勒絲全新版）》。  同年11 月 29 日，泰勒絲被Spotify榮封2023年「全球頂尖藝人」(Global Top Artist)，指出泰勒絲為2023年 Spotify 上播放次數最高的歌手後，泰勒絲在數位平台，包括串流媒體，正式發行《You're Losing Me》，以答謝粉絲的支持。  2024 年 2 月 16 日，斯威夫特在她的時代巡迴演唱會墨尔本站演唱了《You're Losing Me》。 6月14日，在巡回演唱會的利物浦場次上，泰勒絲再次演唱了《You're Losing Me》，並將其與《The Great War》（2022）作串燒曲。  11月23日，在巡演多倫多站的尾場，泰勒絲用鋼琴演奏了《You're Losing Me》，並與2024發行的《How Did It End?》作串燒。 

## 作曲及歌詞
泰勒絲於2021年12月5日與積·安東諾夫安共同創作了《You're Losing Me》，並於同日錄製。  縱使最初是為《午夜》構思，《You're Losing Me》最後並無被收錄到專輯的的標準或豪華版中，因而被後諁為「私藏版」 (From the Vault)。 《You're Losing Me》由泰勒絲和安東諾夫製作，電腦後製亦由安東諾夫負責。安東諾夫演奏了歌詞中的大提琴、鼓、敲擊樂、和鋼琴，Mellotron和Wurlitzer亦與安東諾夫合作處理伴奏中的合成器部分，而 Bobby Hawk 則演奏了小提琴部分。《You're Losing Me》由Serban Ghenea在 Bryce Bordone 的協助下進行混音工程，並由由Randy Merrill製作母帶。  《You're Losing Me》是一首慢节奏的民谣，融合了闪烁的合成器和稀疏而稳定的节拍 。伴奏部分亦有收錄了泰勒絲的心跳。  () 在《商業内幕》的Callie Ahlgrim在其稿文中指出，《You're Losing Me》的製作走向為「空靈且流暢」。 
歌詞本質上以自傳體方式， 描述了一段感情中的絕望和悲慘破裂。 《You're Losing Me》傳達了敍事人「為爭取這段感情付出了一切，卻感到當中的努力並沒有回報」的想法。歌詞引用了「我們正在失去他/她 (we're losing him/her」作雙關。通常，這句短語被運用於醫療劇集中的急症室情節。 泰勒絲在歌詞中多以受傷和病痛以表達內心的苦楚。《You're Losing Me》以一下深深的嘆息始。 主歌第一部分描寫了因一對戀人因對彼此越来越缺乏理解而導致關係疏遠的故事。在副歌中，敍事人運用了「平靜脈動的心跳」作節奏，警告另一半，兩人的分手結局已經迫在眉睫。主歌第二部分則揭示了兩人漸行漸遠的經過；前奏中，敍事人描述了當中的猶豫不決，而副歌的過渡部分亦探討了這段逐漸消逝的戀情面對的問題， 比如，歌詞唱予的對象持續假裝這段關係很健康，以「不會作出艱難決定」為由，繼續與敍事人保持關係，而由於兩人確實對這對關係的狀況存在分歧，敍事人感到自己被迫決定結束這段戀情。 
樂評人和粉絲皆將《You're Losing Me》解讀成泰勒絲與英國演員喬‧歐文長達六年戀情的終結；在2023年4月開始，該消息受到傳媒大篇幅報道。  在《You're Losing Me》的橋樑中，泰勒絲暗示這段戀情本可走向婚姻階段，當中或許有參考到了《午夜》的首曲《薰衣草薄霧》（2022），當中歌詞提到，為享受「蜜月期」，應避免談婚論嫁的議題。歌詞中，泰勒絲亦把自己形容成一個「病態的討好型人格」，被認為是引用自泰勒絲分享自己不安全感的歌曲《反英雄》（2022 年）。 不少人留意到《You're Losing Me》的伴奏和歌詞與2019年的歌曲《 Cornelia Street 》有對比和相似之處。  

## 專業評價
樂評人泰勒絲在《You're Losing Me》展現的脆弱度作積極評價。 Nylon雜誌的 Steffanee Wang 在一篇好評中稱讚《You're Losing Me》在沒有展現出「終止對話」或「指責」的情緒下，精細描述了當中的心碎和傷感，亦讚賞歌詞坦白且語氣坦誠、優美的歌曲結構，以及歌曲的細節位有明顯克制。Wang的評價指出《You're Losing Me》可能是泰勒絲生涯最慘情的歌曲，甚至比起她 2012 年的歌曲《 回憶太清晰 》有過之而無不及。 為Bustle撰稿的 Stephanie Topacio Long認為《You're Losing Me》講述了一段由重傷到命危的關係。  《公告牌》的Ashley Iasimone指《You're Losing Me》是一首「情感豐富」的民謠，描繪一段歷受痛苦及慢性死亡長期關係。  《綜藝》評論員Chris Willman讚揚泰勒絲將《You're Losing Me》作為附加歌曲的決定，指歌曲與標準版《午夜》輕快、感性的製作方向不太相配。  《商業内幕》的 Callie Ahlgrim指《You're Losing Me》才是《午夜》真正的收官之作，將專輯重新授予成「一個關於痛苦且解離，而絕非僅為回憶」意義的作品。 《滾石》雜誌將《You're Losing Me》評選為2023年最佳歌曲榜單中的第86位。  英國《獨立报》的Roisin O'Connor在 2024 年將《You're Losing Me》評為泰勒絲生涯中最佳的分手歌曲。 

## 獲獎紀錄
| 獎項                     | 年份 | 類別                 | 結果 | 參考   |
| ------------------------ | ---- | -------------------- | ---- | ------ |
| 香港電台國際流行音樂大獎 | 2024 | 最受歡迎十大國際金曲 | 獲獎 | [ 26 ] |
| 香港電台國際流行音樂大獎 | 2024 | 至尊金曲             | 獲獎 | [ 26 ] |

## 商業表現
發行兩日後，《You're Losing Me》便空降美國告示版百強單曲榜第46位，為泰勒絲於2023年第54首登上榜單的歌曲。《You're Losing Me》亦在發佈後的兩日內，以串流平台上870萬次播放量和1.9萬份數碼下載量，空降告示牌數碼歌曲榜冠軍，為泰勒絲於該榜單的第28首冠軍歌。 在一週後，《You're Losing Me》在告示版百強單曲榜上升至第 27 位，成為泰勒絲第138首登上前40 名的歌曲，刷新自己在女歌手中前40名的最高紀錄。 《You're Losing Me》亦攻佔了菲律宾歌曲榜榜首 ，並在告示牌全球200強單曲榜上名列第15位。此外，《You're Losing Me》在新加坡 (7)、澳洲 (13)  、愛爾蘭 (14) 、馬來西亞 (14)、紐西蘭 (15)  加拿大 (18) 和英國 (20) 等國家登上榜單的頭20位。

## 製作人員
资料来源： Tidal 
- Taylor Swift – 主音、創作、製作
- Jack Antonoff – 創作、製作、音訊工程、錄製、程式處理、鼓樂、敲擊樂、鋼琴、合成器、Wurlitzer、Mellotron、大提琴
- Bobby Hawk – 小提琴
- Laura Sisk – 音訊工程、錄製
- Oli Jacobs – 音訊工程、錄製
- Megan Searl – 音訊工程助理
- John Sher – 音訊工程助理
- Daniel Cayotte – 音訊工程助理
- Jack Manning – 音訊工程助理
- Joey Miller – 音訊工程助理
- Jozeph Caldwell – 音訊工程助理
- Rémy Dumelz – 音訊工程助理
- Serban Ghenea – 混音
- Bryce Bordone – 混音助理
- Randy Merrill – 母帶製作

## 榜單紀錄
| 榜單 (2023)                               | 最高排名 |
| ----------------------------------------- | -------- |
| 澳大利亚（澳大利亚唱片业协会單曲榜）      | 13       |
| 加拿大（Canadian Hot 100）                | 18       |
| 全球（Billboard Global 200）              | 15       |
| 希臘國際歌曲榜 (國際唱片業協會希臘分會)   | 43       |
| 愛爾蘭（愛爾蘭唱片音樂協會单曲榜）        | 14       |
| 日本海外歌曲熱榜 (日本Billboard)          | 20       |
| 馬來西亞 (告示牌)                         | 14       |
| 馬來西亞國際歌曲榜 (馬來西亞唱片工業公會) | 12       |
| 荷蘭 (荷蘭百強單曲榜)                     | 1        |
| 荷蘭 (Tipparade)                          | 17       |
| 新西兰（新西兰唱片音乐协会单曲榜）        | 15       |
| 菲律賓 (告示牌)                           | 1        |
| 葡萄牙（葡萄牙唱片業協會单曲榜）          | 98       |
| 新加坡 (新加坡唱片業協會)                 | 7        |
| 瑞典（瑞典最熱榜）                        | 90       |
| 瑞士（瑞士热门音乐榜）                    | 82       |
| 英國（官方榜单公司單曲榜）                | 20       |
| 美国（《告示牌》百大單曲榜）              | 27       |
| 越南 (告示版越南百強單曲榜)               | 36       |

## 銷量認證
| 地區                           | 认证 | 认证单位/销量 |
| ------------------------------ | ---- | ------------- |
| 澳大利亚（澳大利亚唱片业协会） | 金   | 35,000‡       |
| 新西兰（新西兰唱片音乐协会）   | 金   | 15,000‡       |
| 英国（英国唱片业协会）         | 银   | 200,000‡      |
| ‡僅含認證的+實際銷量           |      |               |